# Economía de Manchukuo

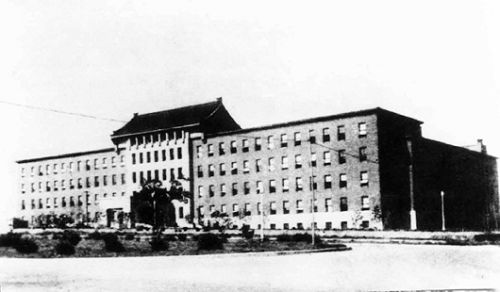
Ministerio de Economía de Manchukuo.

Este artículo analiza las economías de Manchukuo y Mengjiang, en el período 1931-1945. La anexión japonesa efectiva de 1931 condujo a un sistema colonial. Japón invirtió en la industria pesada y, en menor medida, en la agricultura.
El Consejo de Estado de Asuntos Generales retuvo el control japonés de la política económica oficial. El Banco Central de Manchukuo era el banco central nacional. El Ejército de Kwantung ostentaba la máxima autoridad, en representación del emperador de Japón, y también participaban los respectivos ministerios del gobierno central nominal de Manchukuo.

## Agricultura
La anexión proporcionó a Japón un área apta para la agricultura, que apenas existía en el archipiélago, o en otras partes, generalmente montañosas, del Imperio del Japón. El área era principalmente de carácter agrícola, aunque con cierta urbanización. La agricultura empleaba al 85% de la población.
Los agricultores produjeron muchos cultivos, particularmente en las llanuras del sur. Las granjas manchúes practicaban la rotación de cultivos con frecuencia con métodos de cultivo primitivos. Kaoliang (70%), maíz (70%), trigo (80%) y soja (35%) fueron los cultivos más populares.
Otros en cantidad fueron: alfalfa, manzanas, albaricoques, castañas, col, algodón, pepino, forraje, ajo, rábano gigante, cáñamo, añil, lúpulo, mijo, nueces, cebollas, amapolas (para opio), duraznos, peras, cacahuetes , arroz, ricina, centeno, sésamo, remolacha azucarera, batata, tomillo, tabaco y otros. En la tierra de Amur (lado manchú) se recolectaba miel (1.800 toneladas).
El kaoliang, al igual que otros licores que incluían vodka, sake, cerveza, zumos de soja y vinagre, se elaboraba con maíz. La industria moderna de trigo y harina estaba ubicada en Harbin desde la época rusa, además de los molinos básicos en otras áreas.
La agricultura más intensiva se produjo en una zona de 150 a 250 kilómetros, que se extendía desde la bahía de Liaodong hasta el noroeste. En 1934 ascendía a un total de entre 120.000 y 160.000 km². Las proporciones de los principales cultivos en 1934 fueron:
- Soja: 28%
- Maíz: 9%
- Otras legumbres: 2%
- Trigo: 7%
- Kaoliang: (Zahine-Sorgum): 23%
- Arroz: 2%
- Otros cultivos: 11%

### Soja
La soja era el cultivo principal de Manchukuo. Las primeras exportaciones se realizaron en 1908 a Inglaterra. La expansión económica de la soja se atribuye en gran parte al Ferrocarril del Sur de Manchuria, que permitió la exportación directa desde Dairen al exterior, en particular a China y Japón propiamente dichos. Manchukuo albergaba muchos tipos de fábricas de procesamiento. De 1933 a 1934 vio una reducción de más de 4.000 kilómetros cuadrados en la extensión cultivada y la producción cayó de 4 a 6 millones a 3,84 millones de toneladas.
La industria japonesa desarrolló la utilización de la soja, con una producción media de 1.500.000 toneladas. La mitad se exportó a Europa. Se envió a Japón pasta de aceite crudo para fertilizantes y soja para alimentos. El resto de la planta se utilizó en fábricas de celulosa.

### Algodón
Manchukuo producía regularmente 120.000 kilos de calidad mediocre.

### Opio

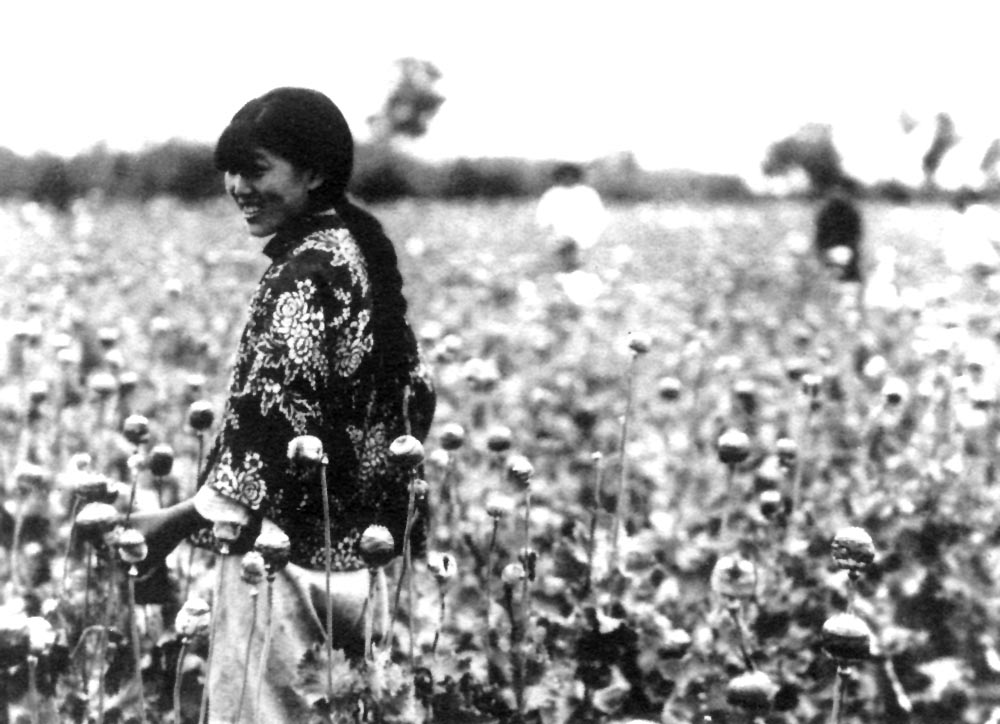
Cosecha de amapolas en Manchukuo.

La adormidera se cultivaba para obtener opio. En noviembre de 1932, el zaibatsu Mitsui tenía un monopolio estatal para el cultivo de amapola con la "intención declarada" de reducir su uso local intensivo. Se establecieron áreas de cultivo fijas en Jehol y el noroeste de Kirin. Para 1934-35, el área de cultivo se evaluó en 480 kilómetros cuadrados con un rendimiento de 1,1 toneladas/km². Había mucho cultivo ilegal y su alta rentabilidad retrasó la supresión efectiva de esta peligrosa droga.
Nikisansuke, un grupo secreto de comerciantes japoneses, participó en la industria del opio.
Este grupo estaba formado por:
- Naoki Hoshino (perteneciente al ejército)
- Hideki Tōjō (militar)
- Nobusuke Kishi (comerciante)
- Yōsuke Matsuoka (Ministro de Asuntos Exteriores)
- Yōsuke Matsuoka (presidente del zaibatsu de Manchukuo )
- Fusanosuke Kuhara (intelectual de derechas)

El monopolio generó ganancias de veinte a treinta millones de yenes por año.
El ejército prohibió el uso del opio y otros narcóticos por parte de sus tropas (el castigo era la pérdida de la ciudadanía japonesa) pero permitió que se utilizara como "arma de desmoralización" contra las "razas inferiores", término que incluía a todos los pueblos no japoneses.
Uno de los participantes, Naoki Hoshino, negoció un gran préstamo de los bancos japoneses utilizando un gravamen sobre las ganancias de la Oficina del Monopolio del Opio de Manchukuo como garantía. Otra autoridad afirma que los ingresos anuales de narcóticos en China, incluido Manchukuo, fueron estimados por el ejército japonés en 300 millones de yenes al año.

### Región del trigo
- Precipitaciones: 64 cm
- Temporada de cultivo: 196 días
- Área de cultivo: 57,120 km²
- Porcentaje total de tierra cultivada: 13-18%
- Porcentaje total de campesinos arrendados: 6%
- Área cultivada por finca: 3 hectáreas
- Densidad de población campesina en la agricultura principal: 2.220 km²

#### Producción por sector
- Trigo: 18%
- Maíz: 34%
- Patata irlandesa: 10%

#### Ganado
- Bueyes: 21%
- Burros: 15%
- Ovejas: 28%
- Mulas: 11%

#### Frutas
- Nueces y peras

### Región de la soja y del Kaoliang manchú
- Precipitaciones: 64 cm
- Épocas de crecimiento por días: 150
- Superficie de cultivo: 130.000 km²
- Porcentaje total de tierra cultivada: 5 a 20%
- Porcentaje total de campesinos arrendados:?
- Superficie cultivada por finca: 3,2 ha
- Densidad de población campesina en agricultura principal: 2.100 km²

#### Porcentajes y superficie de distribución de productos
- Trigo: 10%
- Maíz: 15%
- Soja: 10%
- Kaoliang: 25%

#### Frutas
- Peras

### Transporte
Bueyes, burros y caballos pesados transportaban las cosechas. La provincia de Hsingan trabajaba con caballos y camellos bactrianos, y las provincias de Heilungkiang y Kirin usaban perros de trineo para facilitar el transporte.
- Animales de carga: 76%
- Carros: 38%
- Barcos fluviales: 13%

La tierra cultivable se estimó en 300.000 km², principalmente en la llanura central.

#### Manchukuo
- Heilungkiang:
  - Porcentaje total de tierra cultivada: 5,2%
  - Tierra cultivada por persona: 0,74 ha
- Kirin:
  - Porcentaje de tierra cultivada: 14,4%
  - Tierra cultivada por persona: 0,48 ha
- Liaoning:
  - Porcentaje de tierra cultivada: 16,8%
  - Tierra cultivada por persona: 0,31 ha
- Jehol:
  - Porcentaje de tierra cultivada: 6,1%
  - Tierra cultivada por persona: 0,34 ha

#### Mengjiang
- Chahar:
  - Porcentaje de tierra cultivada: 4,1%
  - Tierra cultivada por persona: 0,53 ha
- Suiyuan:
  - Porcentaje de tierra cultivada: 3,7%
  - Tierra cultivada por persona: 0,57 ha

### Cría de animales
Manchukuo era una zona productiva, con muchos animales domésticos en granjas de subsistencia o propiedades más grandes. Los expertos japoneses incrementaron la producción con la introducción de especies foráneas, como la porcina, vacuna y ovina, que producían leche, carne, cuero y lana.
Otros productos interesantes fueron el gusano de seda y el gusano de seda salvaje o tussah (tussor). El primero necesitaba la morera blanca como alimento; y el segundo necesitaba Quercus mongolica y otras especies de roble para hacer seda tussah. Ambos productos eran recolectados para teñir y exportar a Europa y América o enviados como materia prima a estos mercados. Los gusanos capullos se enviaron a China y Japón. La producción de seda tussah o pongee se realizó en Kaiping y Antung (provincia de Liaoning), mientras que los gusanos de seda se quedaron en Kwantung (Kantoshu) y en la zona ferroviaria del sur de Manchuria, y Chosen.

### Exportaciones
En bushels por acre, excepto algodón en kilogramos.
| País            | Arroz | Trigo | Maíz | Maíz (distinta variedad) | Patatas | Algodón (paquetes) |
| --------------- | ----- | ----- | ---- | ------------------------ | ------- | ------------------ |
| China           | 67    | 16    | 21   | 19                       | 87      | 168                |
| Japón           | 68    | 25    | 22   | 36                       | 139     | 199                |
| India           | 29    | 11    | 15   | -                        | -       | 80                 |
| Unión Soviética | 47    | 10    | 15   | 16                       | 128     | 188                |
| Estados Unidos  | -     | 14    | 25   | 22                       | 108     | 177                |

En el distrito de Chientao o el Yenki manchú, la colonia coreana cultivaba extensamente arroz.

## Industria maderera
La madera y los derivados de la madera eran industrias importantes. Las provincias de Jehol y Kirin tenían grandes extensiones de varios tipos de bosques. De 1911 a 1931 comenzaron a trabajar allí leñadores chinos; el volumen de madera cortada durante el período manchú fue de unos 2.500.000.000 m³. La forestación tuvo lugar principalmente en las áreas de los ríos Yalu y Sungari; sus afluentes permitieron el transporte fluvial a los aserraderos en las ciudades de Andong, Kirin y Harbin. El Tumen y otros ríos del norte también proporcionaron transporte. La producción típica antes de 1939 era de 4.000.000 de m³ por año. Los usos fueron: traviesas de ferrocarril, pulpa de celulosa para papel y para la producción de rayón de Karafuto, y exportación a Japón, Rusia y el centro y norte de China. La situación era similar en Mengjiang.

## Caza
En las montañas se podían cazar muchas especies de animales por su piel, por su carne o por deporte. Esta área se corresponde con la actual provincia de Heilongjiang. La situación también era similar en Mengjiang.

## Pesca marítima, fluvial y en lagos
Los ríos Amur, Sungari, Nonni, Mutang-Kiang, Ussuri, Liao, Yalu y Tumen, y los lagos Khanka, Buir-Nor y Hulun-Nor eran importantes fuentes para la pesca. Las especies incluían trucha, salmón y perca europea. Con la excepción de Buir-Nor y Hulun-Nor, en el resto solo se podía pescar en los meses sin nieve. Estos últimos lagos son fuentes de peces útiles para los residentes de la provincia de Xing'an, cerca del área fronteriza entre Rusia y Mongolia, y fueron motivo de disputas fronterizas.
La captura anual en ríos y lagos fue de 25.000 toneladas. La pesca en el mar se realizó en las áreas del mar de Po-Hai y del mar Amarillo. Incluía bacalao, camarones, besugo, langosta y cangrejo.

## Industria

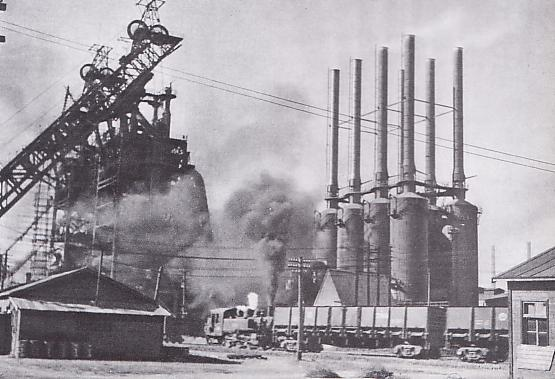
Acerías Showa, uno de los ejemplos de la industrialización impulsada por Japón.

Antes de la intervención japonesa, la única industria era el Arsenal de Mukden, propiedad de Chang Hsueh-liang (hijo de Chang Tso-Lin), el dictador manchú. El gobierno colonial organizó e implementó dos planes quinquenales durante la década de 1930 con la ayuda de Naoki Hoshino. El desarrollo industrial tenía como objetivo principal el suministro de materia prima y productos terminados para el ejército japonés.
Los primeros centros industriales en Manchukuo estaban en el área de Mukden-Dairen. Los centros industriales estaban en Anshan, Shakakon, Dairen, Ryojun, Fushun, Fusin y otras ciudades. Manchukuo usó los puertos elegidos de Yuki, Seishin y Rashin para las exportaciones con Japón.
Los productos incluían aviones, automóviles y camiones, mantas, botas, pan y harina, ladrillos, dulces y alimentos, alfombras, celulosa cruda, cemento, tintes y tintas, dispositivos eléctricos, telas, equipos agrícolas, vidrio, pintura industrial, papel industrial, licor y cerveza, fabricación y reparación de locomotoras e industrias ferroviarias relacionadas, leche y queso, equipo de minería, municiones, productos de cuero procesado, artículos de caucho, soja y otros alimentos procesados, aceite vegetal, armas de mano y pesadas, etc.
Algunas medidas de la producción industrial manchú (1932-1935):
- Producción de carbón: 15 millones de toneladas métricas de carbón de coque
- Producción de cemento: 10% de la producción de cemento japonesa
- Producción de acero: 450.000 toneladas métricas
- 500.000 husos y las fábricas de tejidos correspondientes produjeron anualmente 25.000 toneladas de tejidos de algodón.

Después de derrocar a los japoneses, la Unión Soviética envió equipamiento al Extremo Oriente soviético y Siberia valorados en 858 millones de dólares estadounidenses. Se llevaron solo los equipos industriales más modernos de laboratorios, hospitales, etc., destruyendo la maquinaria más antigua. Se llevaron plantas de energía eléctrica, equipos de minería, herramientas y otros artículos.
La construcción residencial y comercial aumentó durante el período japonés.

## Ciudades importantes
Las ciudades más importantes y su número aproximado de habitantes:
- Shenyang (Mukden): 339.000 habitantes
- Dairen (Dalian): 203.000 o 555.562 o 661.000 o 766.000 o 400.000
- Port Arthur (Ryujon o Lüshunkou): 1.371.000
- Harbin (Karbin): 250.000 o 405.000
- Antung (Tang-Tung): 92.000, o 315.242 o 360.000
- Hsinking (Changchung): 126.000 o 544.202
- Kirin (Chilin): 119.000 o 173.624 o 512.000
- Tsitsihar (Lungkiang): 75.000 o 537.000
- Fushum: 269,919 o 754,000
- Anshan: 213,865 o 100,000
- Newchwang (Yingkow): 119.000 o 158.000
- Mutang-Kiang: 100.000
- Kiamuzse (Chamussi): 100.000
- Liaoyang: 100.000
- Penki (Chientao): 530.000
- Hailar (Hulun):

- Otras fuentes hablan de:
  - Hsinking (Changchung): 415.000
  - Shengyang (Mukden): 863.000
  - Lushun (Dairen): 550.000

## Transporte

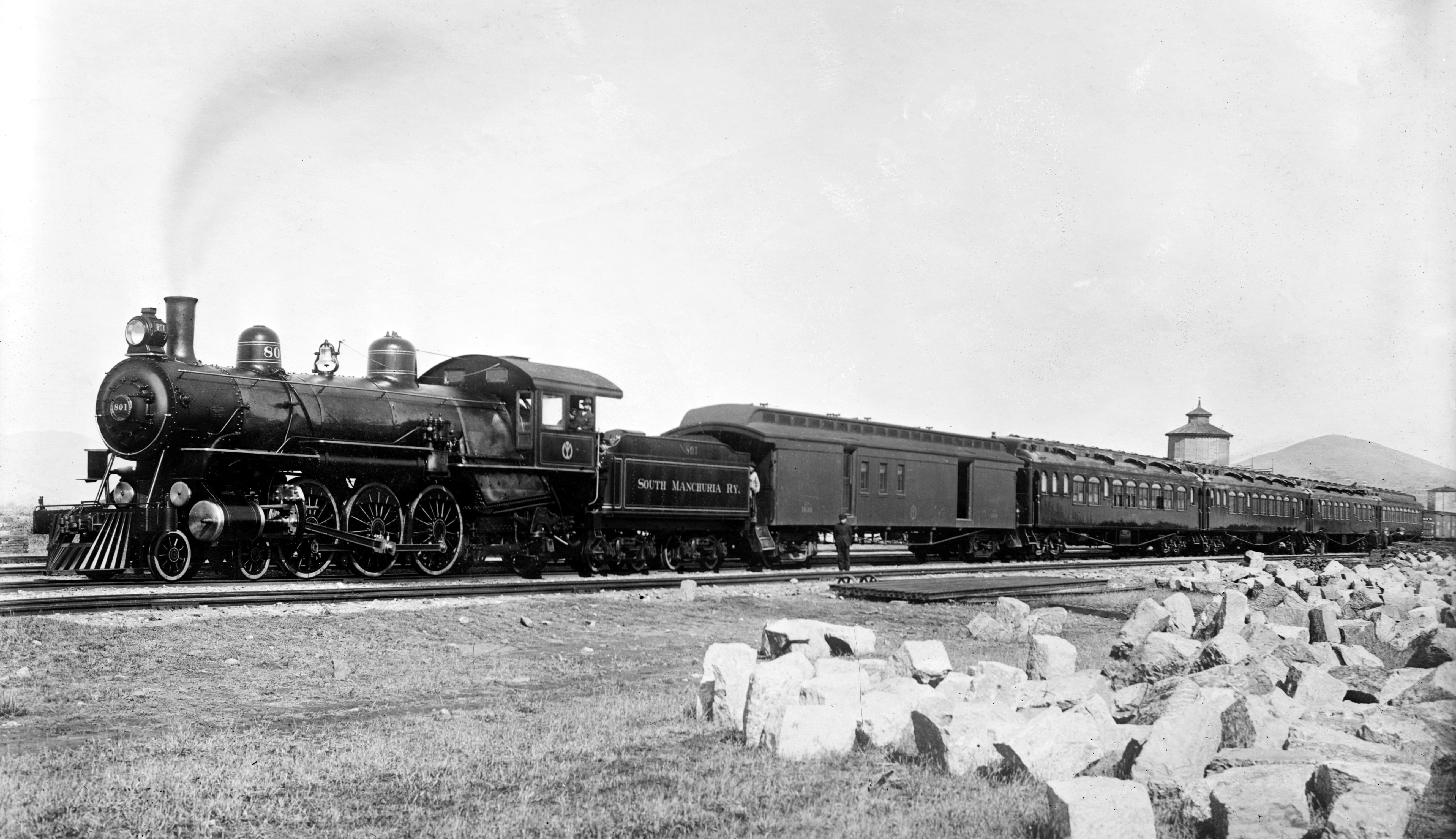
Ferrocarril del Sur de Manchuria

Los japoneses construyeron 6.500 kilómetros de carreteras. También fundaron una aerolínea local que unía Dairen, Mukden, Harbin y otros puntos, con un centro en Hsinking. Por los ríos Amur, Nonni, Yalu Liao y Sungari navegaban barcos de cabotaje y buques de transporte regulares en el oeste y el noroeste. La provincia de Hsingan solía utilizar camellos en el comercio entre ella y Mengjiang y la Mongolia Exterior soviética. Las principales líneas ferroviarias de 12.000 kilómetros fueron el Ferrocarril Chino del Este, construido por Rusia y ampliado por Japón, y el ferrocarril Pekín-Mukden con centros ferroviarios en Mukden y Harbin.
El Ferrocarril del Sur de Manchuria se parecía a la Canadian Pacific Railway en que era más que un ferrocarril. En 1931 invirtió el 27% del capital en carbón en Fushum, el 3% en la fábrica de hierro Anshan, el 8% en los puertos de Dairen y Ryoujun en Kantoshu, con otras inversiones menores como los Hoteles Yamato, Hoteles Tuitsuike y balnearios Tangkatzu, buques mercantes y pesqueros, centrales eléctricas, instituciones locales, escuelas, institutos de investigación para agricultura, geología y minería, servicios sanitarios y médicos, servicios públicos, arquitectura pública, etc. El gobierno japonés proporcionó la mayor parte de los fondos y el resto lo aportaron inversores privados japoneses, chinos y manchúes.
En 1935, Manchukuo contenía 8.500 kilómetros de ferrocarriles activos. El 80% fueron clasificados como "ferrocarriles estatales", con 1.100 kilómetros propiedad de la empresa privada Ferrocarriles de Manchuria, y los restantes 1.760 kilómetros propiedad del Ferrocarril del Norte de Manchuria. En 1932, el gobierno planeó la construcción de 60.000 kilómetros de carreteras en diez años, completando solo 7.000 kilómetros (4.300 millas) con la intención de promover el transporte público en autobús.
Los puertos comerciales importantes fueron Ryojun y Dairen. Otros puertos incluyeron Antung, Yingkow, Hulutao. En la zona del Mar de Japón estaban los puertos de Yuki, Rashin y Seishin.

## Minerales, energía y derivados
Los productos mineros más importantes eran el carbón y el hierro en Fushum y Fusin. Fushum y Fusin también contenían depósitos de pizarra y yacimientos ricos en aceite. Existían abundantes depósitos de oro en las montañas del Gran Khingan y el río Amur. Otros minerales incluían: asbesto, antimonio, bauxita, caliza, cobre, oro, plomo, cal, magnesita, manganeso, pirita, mármol, sal, sosa, plata, azufre, alquitrán, estaño, tungsteno, zinc, etc.

### Carbón

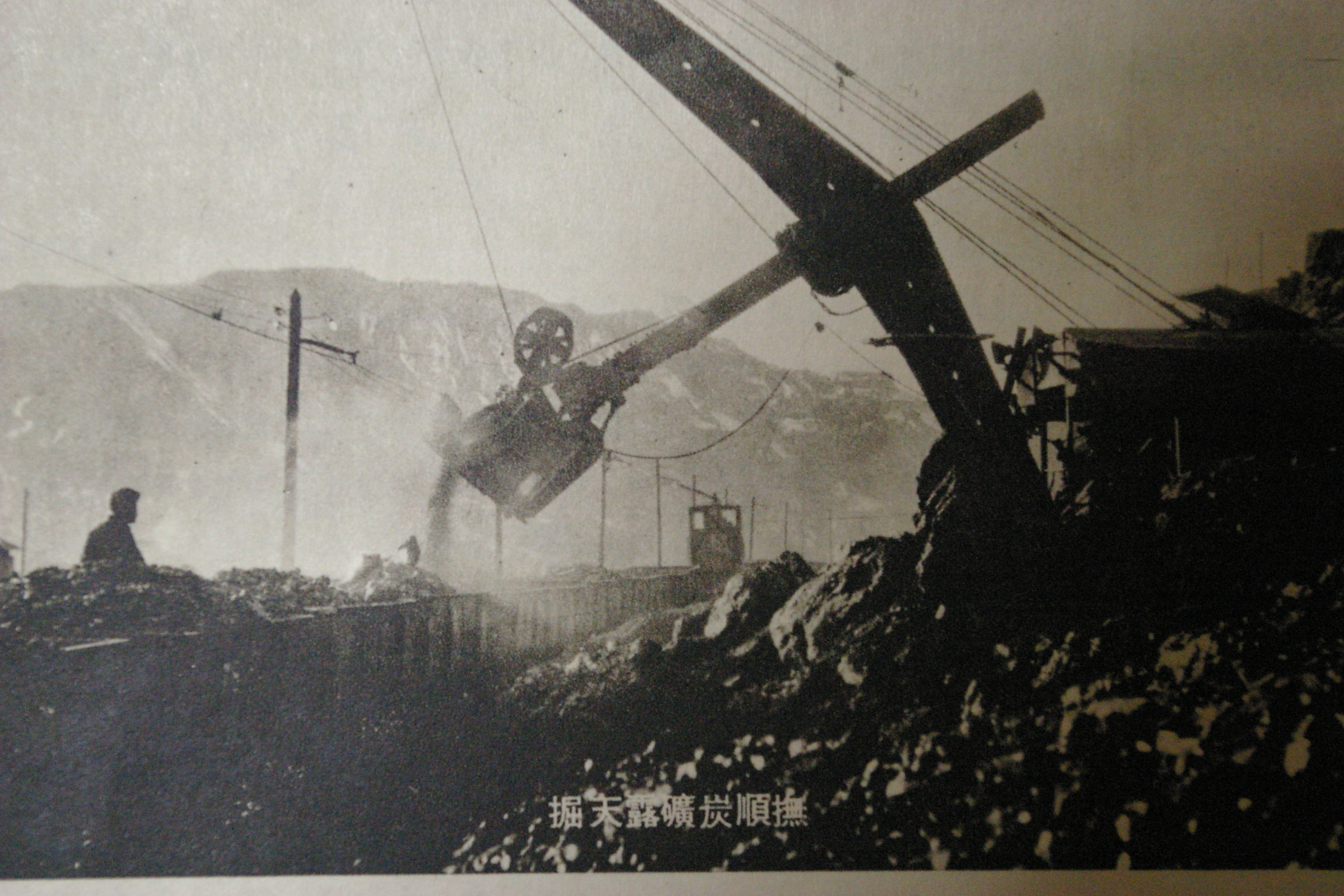
Mina de carbón en Fushun.

El principal depósito de carbón estaba en Fushun, en Liaoning, que se extendía 15x3 km. Fushum, a 32 kilómetros de Mukden, contiene reservas de carbón bituminoso de 700.000.000 a 1.000.000.000 de toneladas métricas que estuvieron disponibles a través de métodos de extracción a cielo abierto o regulares. Las reservas de carbón bituminoso se estimaban en 3.000.000.000 de toneladas métricas, principalmente en Liaoning y el resto en las provincias de Kirin, Heilungkiang, Hsingam y Jehol. Las estimaciones de reservas de carbón de antracita son de 200 000 000 de toneladas métricas y las estimaciones de lignito eran de 50 500 000 toneladas métricas.
Los depósitos adicionales están en Yentai. Explotación de minas privadas en Penhsihu y Hsintai. Otras minas importantes son Sian (en la provincia de Liaoning), Muleng (en la provincia de Kirin) y Peopiao (en la provincia de Jehol).
La producción durante 1907-1908 se mantuvo por debajo de 2.000.000 de toneladas. En 1919-1920, la extracción aumentó a 3.700.000 toneladas, y en 1924-1929 a 5.540.000 toneladas. Durante 1925, el Ferrocarril del Sur de Manchuria invirtió en la apertura de depósitos de carbón en Chalai Nor, a 25 kilómetros de la estación fronteriza de Manchouli, que extrajo 290.000 toneladas métricas. Para 1934, la producción había alcanzado las 8.000.000 de toneladas. Se incrementaron tanto el uso local como las exportaciones.

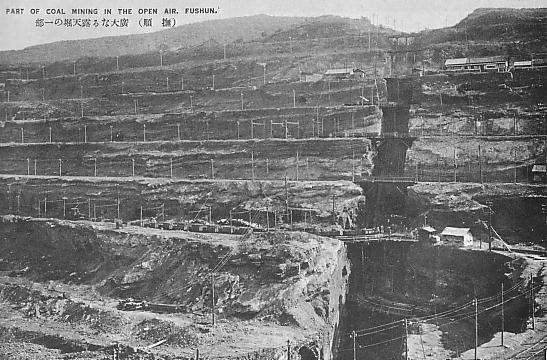
Mina de carbón a cielo abierto en Fushun.

En 1934-1936, las extracciones fueron:
- Heilungkiang: 405.000 toneladas
- Jehol: 458.000 toneladas
- Kirin: 267.000 toneladas
- Liaoning: 10,656,000 toneladas

En 1923-1924, se extrajeron 1.000.000 de toneladas. La producción de carbón en Manchukuo durante 1930 superó las 10.000.000 de toneladas. En 1941, otras áreas produjeron 20.000.000 de toneladas con reservas de 20.000.000.000 de toneladas. La producción de carbón se calculó de acuerdo con otras fuentes. En 1932 reservas de 4.500.000 toneladas. En 1944, las estimaciones aumentaron a 20.000.000.000 de toneladas.
Los japoneses construyeron plantas de gasificación de carbón para usos industriales.
Manchukuo también exportaba productos procesados o crudos a Japón.

### Hierro y acero
Según el geólogo estadounidense Forster Payne, el 70% de las fuentes de hierro del este de Asia se encuentran en las regiones costeras de Manchuria, con reservas calculadas en 1944 de 2.000 a 2.500 millones de toneladas frente a 721 millones de toneladas en Alemania. Estos minerales tenían un 60% de hierro; otras reservas cerca de Anshan, al sur de Mukden, contienen un contenido medio de hierro del 40%.
La producción de 1931-1932 fue de 1.000.000 de toneladas de depósitos en Taku Shan (cerca de Anshan, Liaoning) en las montañas Shan Pai Shang, en Miaoerkow y Tungpientao y en Liaoning. En 1933, la producción total de hierro en las fábricas de Anshan y Penhsihu fue de 430.000 toneladas. En 1934, se produjeron por primera vez 950.000 toneladas de hematita de bajo grado. La mina Miaoerkow también produjo 235.000 toneladas de hematita. En los depósitos de Tungpientao, las reservas eran de 100.000.000 de toneladas de hierro de alta calidad. Las fábricas de Anshan en 1941 produjeron 1.750.000 toneladas de hierro y 1.000.000 de toneladas de acero. En 1942, la producción aumentó a 3.600.000 toneladas y Penhsihu produjo 500.000 toneladas. Además, la fábrica de Tungpientao tenía capacidad para producir 800.000 toneladas.
El "Informe especial del estudio geológico de China" (1945) mencionó que la extracción japonesa de hierro en Manchuria y la China ocupada creció de 101.000 toneladas a 175.000 toneladas o en un 73%.
Manchukuo recibió de Japón chatarra para el procesamiento de hierro y acero y, al mismo tiempo, exportó productos de acero sin terminar.

### Petróleo
Manchukuo tenía poco petróleo excepto en Fushum y Fusin donde había extensos depósitos de pizarra rica en petróleo, pizarra bituminosa y yeso. Fushun produjo 1.000.000 de toneladas en 1941. En Jehol se extrajo algo de petróleo junto con depósitos de carbón. Manchukuo también operaba refinerías de petróleo.

### Aluminio
Las principales fuentes de bauxita en Manchukuo son los depósitos de alunita en Liaoning.
Las reservas de bauxita y alunita en Yentai, Penshiu, Ninshintai, Saoshin se estimaron en 25,300,000 toneladas con un contenido metálico del 55%. Posteriormente se descubrieron otras 120.000.000 de toneladas. En 1932, Mantetsu (Compañía de Ferrocarriles del Sur de Manchuria y Acerías Anshan) organizó laboratorios en Fushun y Tokio para desarrollar procesos para explotar estas fuentes. En 1936-38 fundaron la "Sociedad Manchú de Metales Ligeros". El proceso de refinación utilizó electricidad de carbón Fushun, ácido clorhídrico, cloruro de potasio y sílice de hierro. Durante 1938-42, la producción de aluminio aumentó de 5.000 a 30.000 toneladas.

### Otros minerales
En 1936, la producción de cobre alcanzó las 100 toneladas, creciendo en 1943 a 500 toneladas. La producción de plomo fue de 1.223 toneladas. La extracción de zinc fue de 398 toneladas.
Las minas de magnesita al noroeste de Tsichiao y Nuishishan se abrieron en 1913, con reservas estimadas de 13,600,000,000 toneladas. Estas fuentes se volvieron explotables con la extensión de 100 kilómetros del ferrocarril Antung-Mukden. En 1941, tres instalaciones procesaron el mineral, produciendo el 24% de la producción mundial.

## Energía eléctrica
La energía hidroeléctrica proporcionó la mayor parte de la electricidad durante el período de existencia de Manchukuo. Los japoneses invirtieron en centrales eléctricas en los ríos Sungari y Yalu. Programaron más instalaciones en los ríos Nonni y Liao durante la invasión soviética de agosto de 1945.

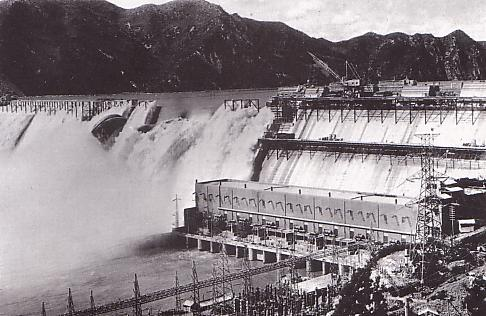
Represa Sui-ho en la frontera entre Manchukuo y Corea.

Otras fuentes de electricidad incluyeron gas, petróleo, combustible búnker y carbón.

## Exportaciones
En 1925, las exportaciones de cereales constituían el 88%, y el resto de madera aserrada. En 1929 hubo una caída en las ventas de soja a Estados Unidos y Alemania se convirtió en el principal comprador.
En 1933 el "comercio exterior manchú" (un monopolio japonés), registró que las exportaciones superaban a las importaciones. El carbón representó el 10% y el hierro una mayor cantidad. Las exportaciones menores fueron otros productos agrícolas (cerdos, maíz, kaoliang, cachuetes); Las importaciones fueron algodón, harinas de diversos granos, hierro y productos sin terminar y manufacturados para la industria. El comercio principal fue con China y Japón, con algunas exportaciones dirigidas a Rusia. Otras tablas de exportación de 1923 indicaron una producción de 4.423.000 toneladas, 50% de soja y 30% de carbón.
En 1939, el comercio exterior ascendió a 2.650.840.000 millones de yuanes de Manchukuo. Japón ocupaba el primer lugar, pero otros socios comerciales incluían a Estados Unidos, China y Alemania.

### Zonas de Libre Comercio y Puertos Libres
- Zonas de Libre Comercio: (para el comercio con la Unión Soviética vía ferrocarril)
  - Tsitsihar
  - Harbin
  - Hunchun
  - Lungchingtsun
- Puertos libres: (para el comercio con empresas británicas, estadounidenses y alemanas)
  - Yingkow (Newchwang)
  - Antung
  - Dairen
  - Ryojun

En 1931, la producción total de recursos naturales dentro del Imperio japonés fue de ¥283.000.000. Las compras al exterior, totalizaron ¥220.000.000, que representaron el 40% del consumo. Sin embargo, su producción local se evaluó en ¥746.000.000 vs. importaciones de ¥660.000.000, por lo que la producción local representó el 61% del total.

## Inversiones niponas
La inversión japonesa condujo al surgimiento de Manchukuo como la tercera área industrial más grande del este de Asia (después de Japón y la URSS). En Manchukuo, otros empresarios extranjeros hablaban de "Japanchukuo", el hecho de que Japón controlara toda la industria de Manchukuo y japoneses étnicos ocuparan todas las funciones técnicas y administrativas importantes.
La inversión japonesa (gobierno central y privado) fue de ¥1.715.000.000 en 1938. En 1941, se reinvirtieron ¥ 5.000.000.000, el equivalente a 2 dólares por cada persona en China. Para el comercio local y extranjero, Japón organizó una estructura económica centralizada, un banco central nacional y una moneda local, el yuan de Manchukuo.
Durante los primeros años del control japonés, Manchukuo representó el 14,3% de la producción industrial total en China, incluido el 12% de su fuerza laboral industrial. De 1913 a 1930, la producción agrícola creció en un 70%; sus ferrocarriles representaban el 30% de todos los ferrocarriles chinos.
Durante 1937, el gobierno japonés junto con el Ejército Imperial Japonés encargó al industrial Yoshisuke Aikawa que organizara y dirigiera la Compañía de Desarrollo Industrial de Manchuria con un capital de 758.000.000 yenes. Este se convirtió en el "Imperio Zaibatsu de Manchukuo" y centró sus esfuerzos en la minería y la industria pesada.
Los japoneses invirtieron ¥440.000.000. De la mitad a dos tercios de la inversión se reservó para productos de soja.
Se realizaron inversiones en la Compañía de Automóviles Dowa (para la fabricación de automóviles y camiones), la Manshukoku Hikoki Seizo KK (para la fabricación de motores y aviones) en Harbin, la Morishita Jintan, el Arsenal de Mukden, las Acerías Anshan (fundada en 1913) y renombradas como Acerías Showa en 1933) en Anshan, la Manshukoku Koku KK (Aerolíneas de Manchuria), el Banco Central de Manchukuo, el Ferrocarril del Sur de Manchuria, los Hoteles Yamato, el hotel Tuitsuike en el lago Tangkantzu, la Kirin Company y otros.
En 1945, Japón informó que sus inversiones monetarias en tierras ascendían a 11.000.000.000 de yenes.

### Otras industrias
A partir de 1932, los japoneses incrementaron sus inversiones privadas y gubernamentales en otros sectores industriales:
- Fertilizantes
- Dinamita y otros explosivos
- Herramientas para maquinaria
- Ingeniería eléctrica
- Productos químicos
- Construcción de maquinaria pesada y locomotoras

La Nippon Lurgi Goshi KK de Tokio, la oficina japonesa de Lurgi en Tokio, utilizando licencias industriales de Metallgesellschaft-Lurgi Frankfurt am Main AG de Alemania, instaló las siguientes plantas industriales en Manchukuo:
- Planta de esquisto en Fushun, Manchuria (Copropiedad con la Armada Imperial Japonesa)
- Manshu Gosei Nenryo, Chinchow (Kinshu)
- Manshu Yuka Kogyo KK Ssuningkai

La empresa japonesa mencionada anteriormente decidió durante la guerra instalar una fábrica similar en China para procesar el carbón de las áreas de Mengjiang y Hopei:
- Fábrica de Kalgari, Pekín

### Otros proyectos de desarrollo japoneses
En 1943, los japoneses comenzaron la construcción de un canal fluvial de 200 kilómetros para facilitar la navegación desde Mukden-Anshan-Sinku (Sing-Kow) hasta el mar de Bohai. Un segundo objetivo era regular el flujo del río Liao-ho en el lado izquierdo de Fushun en dirección a Mukden. Este proyecto permitió un fácil acceso para los buques mercantes al corazón del distrito industrial de Manchukuan. Al mismo tiempo, los japoneses planearon la construcción de centrales eléctricas en Sungari y otros ríos para el refinado de magnesio y otros desarrollos.

## Finanzas

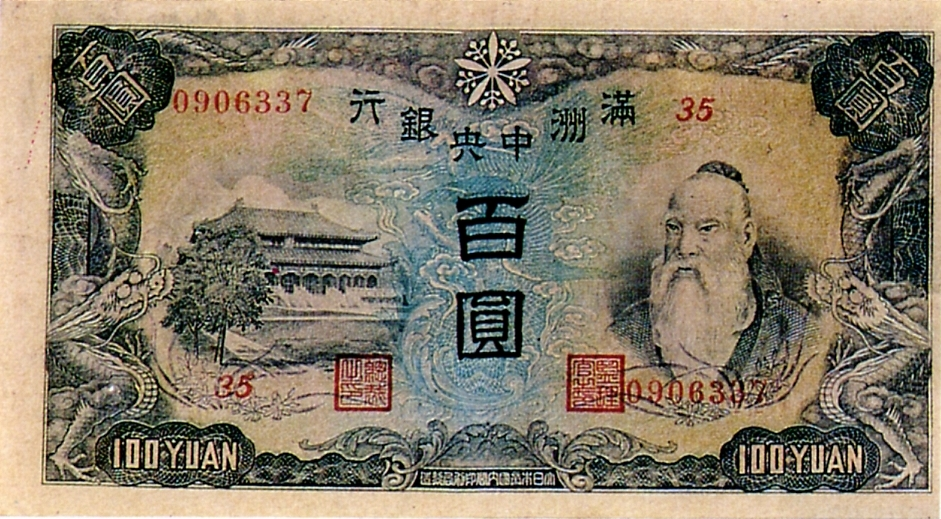
100 yuanes de Manchukuo.

Antes de 1932, la situación económica era caótica, pero el establecimiento del yuan de Manchukuo como unidad monetaria local en paridad con el yen japonés, y el establecimiento del Banco Central de Manchukuo como institución bancaria central produjeron un clima empresarial relativamente estable.